# Битка на Кадињачи
Битка на Кадињачи се одиграла у склопу Прве непријатељске офанзиве 29. новембра 1941. године на превоју Кадињача, 14 км сјеверозападно од Ужица, између немачких окупацијских трупа и Радничког ужичког батаљона и још неколико партизанских одреда.
Том приликом изгинули су скоро сви борци Радничког батаљона, штитећи одступницу Врховном штабу који се повлачио из Ужица ка Санџаку.

## Припреме за непријатељски напад
Ужичка република је за окупационе снаге била велико изненађење, јер окупатор није могао да верује да, у држави која је била тако лако сломљена и распарчана, може да се јави добро организовани отпор. Са друге стране, очекивања покрета отпора у Србији су била да ће напад Немачке на СССР бити велика прекретница у дотадашњем рату и да ће за неколико месеци совјетска армија потући Вермахт.
Врховни штаб НОВ и ПОЈ наредио је 28. новембра 1941. Радничком батаљону Ужичког НОП одреда, ојачаном са двије чете Посавског НОПО-а и топом Артиљеријске батерије, да на Кадињачи затвори правац Бајина Башта—Ужице, успори напредовање десне колоне немачке 342. дивизије и тиме омогући евакуацију рањеника и ратног материјала из Ужица ка Златибору, а затим да се јединице са Кадињаче оријентишу за заштиту према Кремнима.
Врховни штаб знао је да Немци продиру у правцу Ужица, али није знао да се радило о оклопној, већ је био уверен да се ради о пешадијској дивизији. Због тога су остављене трупе биле само лако наоружане, које нису могле да се одупру тенковима које су поседовали Немци.
Раднички батаљон, састава три чете (Пекарска, Кројачко-обућарска и Ткачка — укупно око 270 бораца), стигао је ноћу са 28. на 29. новембар на превој Кадињачу. Борцима Радничког батаљона издато је наређење да не отварају ватру док немачке снаге не уђу дубоко у клијешта која су чинили партизански положаји на предњем крају одбране.

## Напад непријатељских трупа
Дана 29. новембра око 8 часова кренуле су немачке јединице из Заглавка извиђачким снагама напријед прочешљавајући терен да би откриле положај Радничког батаљона и уочиле главне отпорне тачке. Када су се ове снаге завукле доста дубоко између прве и друге окуке пута, с Кадињаче је одјекнуо пуцањ партизанског топа и готово истог трена сручила се на немачке војнике ватра бораца Пекарске и Кројачко-обућарске чете.
Да би што брже сломили отпор бранилаца на Кадињачи, Немци су упутили обухватне колоне јачине два батаљона. Послије једночасовне снажне артиљеријске припреме у таласима су нападали положаје бранилаца Кадињаче. Одбијено је више њихових јуриша и повела се борба прса у прса. У борби вођеној до поподнева браниоци Кадињаче нису дозволили непријатељу да продре у Ужице. Уз пут су немачки војници хватали сељаке и гонили их да носе муницију, а онда их убијали. Када су са обје колоне избили на превој Кадињаче, почели су с бокова вршити притисак на борце Посавског одреда, Орашке чете 2. шумадијског одреда и 2. златиборске чете Ужичког одреда.
Око 14 часова борба на Кадињачи почела је да јењава, а око 14,30 часова сасвим је престала. Тек када је изгинуо скоро читав раднички батаљон са командантом Андријом Ђуровићем, командантом Ужичког НОПО-а Душаном Јерковићем и политичким комесаром Посавског НОПО-а Бором Марковићем, немачке јединице су успјеле да пријеђу преко Кадињаче и истог дана увече да уђу у Ужице.

## Након битке

### За време рата
Пораз партизанских снага на Кадињачи за новоосновани покрет отпора имао је катастрофалан значај. Битка на Кадињачи означила је крај Ужичке републике која је трајала од 24. септембра до 29. новембра 1941. године. У бици је изгинуо цео Раднички батаљон, док су Немци имали два мртва. Из Ужица се Тито једва спасио. Врховни штаб је био захваћен паником и растројством.
Партизански рањеници су били ухваћени и поубијани. Евакуацијом рањеника из Ужица руководили су: др Гојко Николиш, др Дејан Поповић, др Борис Андерсен, и студент медицине Мика Павловић. Рањеници су превезени на Златибор до 29. новембра 1941. Немци су тенковима избили на Златибор 30. новембра. Стрељано је око 100—120 рањеника.
Одреди, који су током постојања Ужичке републике били организовани и попуњени, брзо су почели да се распадају услед масовног дезертирања и прелазака у четничке одреде. Само Романијски одред који је бројао више од хиљаду људи, спао је на само 200—300 бораца.
Врховни штаб је са око 1.500 бораца прешао Увац и нашао се у Санџаку.

### Након рата
Борба неколико стотина партизана на Кадињачи против око 3.000 добро наоружаних немачких војника забележена је у историји НОБ-а у Србији као један од највећих подвига српских партизана. За тај подвиг, ужички Раднички батаљон је поводом десетогодишњице НОР-а и револуције одликован Орденом заслуга за народ 1. реда. Ехо епопеје јунака Кадињаче овјековјечен је стиховима пјесника Славка Вукосављевића: Пао је четрнаести километар, Ал' никад неће Кадињача…, који су уклесани на споменику у славу палих.

## Контроверзе око издаје
Предратни кафеџија Гојко Благојевић је после рата осуђен на смрт јер је према оптужници издао партизане на Кадињачи. Смртна казна му је преиначена у 20 година робије. По жалбама казна је смањена на 16, потом на 10 и 5, да би коначно после три године био пуштен на слободу, условно. Године 1951 је поново ухапшен и оптужен за исту ствар па се у бајинобаштанском затвору обесио. Пресудом Окружног суда у Ужицу је 2007. године рехабилитован.